# Unione Sportiva Avellino 2003-2004
Questa pagina raccoglie i dati riguardanti l'Unione Sportiva Avellino nelle competizioni ufficiali della stagione 2003-2004.

## Stagione
Nella stagione 2003-2004 il neopromosso Avellino disputa il campionato di Serie B, raccoglie 37 punti con il penultimo posto, retrocedendo in Serie C1. Un campionato anomalo quello cadetto di questa stagione, con 24 partecipanti, per il Caso Catania, che era retrocesso per la giustizia sportiva nella scorsa stagione, ma riammesso in Serie B da quella ordinaria, a usufruire del ripescaggio sono state anche Genoa, Salernitana e Fiorentina, quest'ultima inserita al posto del fallito Cosenza. L'Avellino ritornato in Serie B, allenato sempre da Zdenek Zeman ha disputo un girone di andata deficitario, raccogliendo la miseria di 12 punti in 23 partite. Un po' meglio il girone di ritorno con 25 punti messi insieme, a metà marzo si coltivavano ancora speranze di salvezza, ma il risultato finale è stato deludente, con il ritorno in Serie C1. Nonostante la stagione difficile dei lupi irpini, è stato discreto il bottino del bomber bielorusso Vitali Kutuzov autore di 15 reti in campionato. Nella Coppa Italia i biancoverdi hanno disputato il girone 8, o meglio solo la prima partita in programma in casa contro il Lecce (0-1), poi non sono scesi in campo negli altri due incontri in programma, partecipando alla protesta delle squadre cadette, contro la riforma del campionato.

## Piazzamenti
Serie B: 23º posto
Coppa Italia: Fase a gironi

## Organigramma societario
Area direttiva
- Presidente: Pasquale Casillo
- Direttore generale: Emilio Ragosta
- Team manager: Franco Altamura

Area tecnica
- Allenatore: Zdeněk Zeman
- Secondo allenatore: Vincenzo Candelosi
- Preparatore atletico: Roberto Ferola

## Rosa
| N. |                        | Ruolo | Calciatore            |
| -- | ---------------------- | ----- | --------------------- |
| 1  | Italia (bandiera)      | A     | Agostino Caparrotta   |
| 38 | Italia (bandiera)      | D     | Gaetano Vastola       |
| 3  | Italia (bandiera)      | D     | Vincenzo Moretti      |
| 4  | Italia (bandiera)      | C     | Domenico De Simone    |
| 4  | Italia (bandiera)      | D     | Valerio Di Cesare     |
| 6  | Italia (bandiera)      | D     | Simone Paolo Puleo () |
| 7  | Italia (bandiera)      | C     | Marco Capparella      |
| 8  | Italia (bandiera)      | C     | Daniele Cinelli       |
| 9  | Bielorussia (bandiera) | A     | Vitali Kutuzaŭ        |
| 10 | Italia (bandiera)      | C     | Ivan Tisci            |
| 11 | Italia (bandiera)      | A     | Marco Vianello        |
| 11 | Italia (bandiera)      | C     | Tonino Sorrentino     |
| 12 | Italia (bandiera)      | P     | Luca Anania           |
| 13 | Italia (bandiera)      | A     | Francesco Millesi     |
| 14 | Italia (bandiera)      | D     | Matteo Contini        |
| 15 | Italia (bandiera)      | C     | Vincenzo Fusco        |
| 16 | Italia (bandiera)      | C     | Gerardo Alfano        |
| 17 | Italia (bandiera)      | D     | Alessio D'Andrea      |

| N. |                   | Ruolo | Calciatore            |
| -- | ----------------- | ----- | --------------------- |
| 18 | Italia (bandiera) | C     | Stefano Bagalini      |
| 19 | Italia (bandiera) | D     | Tiziano Carnevali     |
| 20 | Italia (bandiera) | C     | Giuseppe Morfù        |
| 20 | Italia (bandiera) | A     | Massimo Manca         |
| 21 | Italia (bandiera) | D     | Domenico Maietta      |
| 21 | Italia (bandiera) | D     | Antonio Palo          |
| 22 | Italia (bandiera) | A     | Raffaele Biancolino   |
| 23 | Italia (bandiera) | C     | Giovanni Stroppa      |
| 24 | Italia (bandiera) | D     | Gennaro Sardo         |
| 25 | Italia (bandiera) | C     | Antonio Nocerino      |
| 26 | Italia (bandiera) | P     | Michele Zullo         |
| 27 | Canada (bandiera) | A     | Rocco Placentino      |
| 28 | Italia (bandiera) | A     | Luca Pini             |
| 29 | Italia (bandiera) | D     | Ciro Oreste Sirignano |
| 30 | Italia (bandiera) | P     | Saverio Loffredo      |
| 31 | Italia (bandiera) | A     | Giuseppe Rustico      |
| 32 | Italia (bandiera) | A     | Vincenzo Scarpato     |
|    | Italia (bandiera) | P     | Claudio Fiorentino    |

## Risultati

### Campionato

#### Girone di andata
| Arbitro: | Dondarini (Finale Emilia) |

|            |           |                                       |
| Kutuzov 5’ | Marcatori | 18’ Pinga 57’ Ferrante 86’ Tiribocchi |

| Arbitro: | Bergonzi (Genova) |

|                          |           |             |
| Pecorari 45’ Noselli 69’ | Marcatori | 80’ Millesi |

| Avellino 11 settembre 2003, ore 20:30 3ª giornata | Avellino          | 0 – 0 | Palermo | Stadio Partenio\| Arbitro: \| Bergonzi (Genova) \| |
| Arbitro:                                          | Bergonzi (Genova) |       |         |                                                    |

| Livorno 14 settembre 2003, ore 20:30 4ª giornata | Livorno            | 0 – 0 | Avellino | Stadio Armando Picchi\| Arbitro: \| Bolognino (Milano) \| |
| Arbitro:                                         | Bolognino (Milano) |       |          |                                                           |

| Avellino 20 settembre 2003, ore 20:30 5ª giornata | Avellino       | 3 – 0 Partita non disputata per incidenti | Napoli | \| Arbitro: \| Palanca (Roma) \| |
| Arbitro:                                          | Palanca (Roma) |                                           |        |                                  |

| Arbitro: | Carlucci (Molfetta) |

|                              |           |             |
| Fantini 23’ M. Bianchi 90+4’ | Marcatori | 52’ Millesi |

| Arbitro: | Rocchi (Firenze) |

|  |           |                 |
|  | Marcatori | 27’ (rig.) Jeda |

| Arbitro: | Nucini (Bergamo) |

|  |           |            |
|  | Marcatori | 63’ Guzman |

| Arbitro: | Rosetti (Torino) |

|             |           |  |
| Bogdani 24’ | Marcatori |  |

| Arbitro: | Carlucci (Molfetta) |

|                            |           |                        |
| Puleo 86’ Capparella 90+3’ | Marcatori | 35’ Bonfiglio 81’ Sosa |

| Arbitro: | Trefoloni (Siena) |

|                  |           |                         |
| Jimenez 55’, 58’ | Marcatori | 65’ Contini 75’ Moretti |

| Arbitro: | Rocchi (Firenze) |

|                            |           |                             |
| Kutuzov 34’ Capparella 78’ | Marcatori | 5’ Anaclerio 16’, 35’ Gobbi |

| Arbitro: | Rizzoli (Bologna) |

|                                  |           |                       |
| Myrtaj 42’ (rig.) Italiano 45+3’ | Marcatori | 27’ Tisci 58’ Kutuzov |

| Arbitro: | Castellani (Verona) |

|  |           |                             |
|  | Marcatori | 4’, 15’ (rig.), 19’ Bonazzi |

| Arbitro: | Preschern (Mestre) |

|                                          |           |           |
| Andreotti 44’ Graffiedi 45+1’ Maggio 70’ | Marcatori | 34’ Tisci |

| Arbitro: | De Marco (Chiavari) |

|             |           |                         |
| Kutuzov 73’ | Marcatori | 78’, 80’ (rig.) Spinesi |

| Arbitro: | Preschern (Mestre) |

|                         |           |  |
| Riccio 40’ Cipriani 46’ | Marcatori |  |

| Avellino 7 dicembre 2003, ore 15:00 18ª giornata | Avellino                    | 0 – 0 | Como | Stadio Partenio\| Arbitro: \| Girardi (San Donà di Piave) \| |
| Arbitro:                                         | Girardi (San Donà di Piave) |       |      |                                                              |

| Arbitro: | Rocchi (Firenze) |

|                |           |             |
| Bjelanovic 33’ | Marcatori | 43’ Kutuzov |

| Arbitro: | Bergonzi (Genova) |

|            |           |  |
| Calaiò 26’ | Marcatori |  |

| Arbitro: | Dondarini (Finale Emilia) |

|                 |           |          |
| Tisci 4’ (rig.) | Marcatori | 7’ Budan |

| Arbitro: | Romeo (Verona) |

|                                |           |           |
| Suazo 30’ Zola 50’ (rig.), 63’ | Marcatori | 86’ Tisci |

| Avellino 19 gennaio 2004, ore 20:30 23ª giornata | Avellino            | 0 – 0 | Catania | Stadio Partenio\| Arbitro: \| Castellani (Verona) \| |
| Arbitro:                                         | Castellani (Verona) |       |         |                                                      |

#### Girone di ritorno
| Arbitro: | Carlucci (Molfetta) |

|                       |           |                     |
| Tiribocchi 45+1’, 62’ | Marcatori | 44’, 76’ Capparella |

| Arbitro: | Castellani (Verona) |

|             |           |  |
| Kutuzov 69’ | Marcatori |  |

| Arbitro: | Brighi (Cesena) |

|          |           |             |
| Toni 42’ | Marcatori | 68’ Stroppa |

| Arbitro: | Castellani (Verona) |

|             |           |                  |
| Moretti 58’ | Marcatori | 34’ Danilevicius |

| Arbitro: | Dondarini (Finale Emilia) |

|             |           |  |
| Savoldi 52’ | Marcatori |  |

| Arbitro: | Giannoccaro (Lecce) |

|                |           |  |
| Sorrentino 55’ | Marcatori |  |

| Arbitro: | M. Mazzoleni (Bergamo) |

|                            |           |                            |
| Margiotta 30’ Moscardi 59’ | Marcatori | 26’ Sorrentino 38’ Kutuzov |

| Arbitro: | Farina (Novi Ligure) |

|                            |           |                          |
| Di Napoli 4’, 62’ Sosa 44’ | Marcatori | 24’ Capparella 68’ Tisci |

| Arbitro: | Bergonzi (Genova) |

|                  |           |             |
| Kutuzov 88’, 90’ | Marcatori | 46’ Bogdani |

| Arbitro: | Brighi (Cesena) |

|                      |           |                       |
| O. Brevi 29’ Pià 62’ | Marcatori | 61’ (rig.) Capparella |

| Arbitro: | Bergonzi (Genova) |

|  |           |                            |
|  | Marcatori | 25’ Jimenez 50’ Borgobello |

| Arbitro: | Castellani (Verona) |

|                               |           |             |
| Parravicini 35’ Reginaldo 77’ | Marcatori | 20’ Kutuzov |

| Arbitro: | Carlucci (Molfetta) |

|                                                                         |           |  |
| Manca 9’ Moretti 28’ Tisci 35’ (rig.) Capparella 43’ Kutuzov 45+1’, 57’ | Marcatori |  |

| Arbitro: | Tagliavento (Terni) |

|             |           |  |
| Bonazzi 24’ | Marcatori |  |

| Arbitro: | Ayroldi (Molfetta) |

|  |           |              |
|  | Marcatori | 27’ Canorani |

| Arbitro: | Dattilo (Locri) |

|                 |           |               |
| Valdes 29’, 78’ | Marcatori | 90+4’ Kutuzov |

| Arbitro: | Preschern (Mestre) |

|                |           |                                |
| Capparella 83’ | Marcatori | 10’ C. Colombo 46’, 67’ D'Anna |

| Arbitro: | Giannoccaro (Lecce) |

|  |           |                                         |
|  | Marcatori | 71’ Tisci 90’ Capparella 90+2’ D'Andrea |

| Arbitro: | Girardi (San Donà di Piave) |

|                         |           |            |
| Ferraresi 62’ Sardo 87’ | Marcatori | 38’ Milito |

| Arbitro: | Saccani (Mantova) |

|                            |           |                        |
| Kutuzov 29’, 74’ Tisci 75’ | Marcatori | 36’ Calaiò 81’ Sbrizzo |

| Arbitro: | Tombolini (Ancona) |

|                            |           |  |
| Montolivo 18’ Gautieri 80’ | Marcatori |  |

| Arbitro: | Gabriele (Frosinone) |

|                     |           |                               |
| Capparella 17’, 37’ | Marcatori | 8’ M. Esposito 82’, 90’ Suazo |

| Arbitro: | Tagliavento (Terni) |

|                                   |           |  |
| Padalino 73’ Mascara 90+2’ (rig.) | Marcatori |  |

### Coppa Italia

#### Girone 8
| Arbitro: | Palanca (Roma) |

|  |           |               |
|  | Marcatori | 18’ Chevanton |

| 26 agosto 2003 2ª giornata | Catania | 3 – 0 Non disputata | Avellino |  |

| 5 settembre 2003 3ª giornata | Avellino | 0 – 3 Non disputata | Brindisi |  |